# Domnovo
Domnovo (en russe : Домново) est un village du sud de l'oblast de Kaliningrad, ancienne ville de l'arrondissement de Bartenstein en province de Prusse-Orientale sous le nom de Domnau. Le village appartient aujourd'hui au raïon de Pravdinsk, non loin de la frontière polonaise et à 40 km au sud-est de Kaliningrad.

## Histoire
Le village de Tummonis a été fondé au XIIIe siècle et a été mentionné pour la première fois en 1249. Les chevaliers teutoniques y ont construit une forteresse autour duquel s'est construit un village. L'église a été érigée en 1321 et, en 1400, le grand-maître de l'Ordre Teutonique, Konrad von Jungingen lui octroie, sous le nom de Domnau, les privilèges de ville. Celle-ci, ainsi que le château fort, sont partiellement détruits en 1458. Le nouveau grand-maître, Heinrich Reffle von Richtenberg, donne Domnau en fief à Konrad von Egloffstein (de) et à Hartung von Egloffstein. Konrad fait construire sur une île du fleuve un nouveau château fort, tandis que l'ancien est démoli en 1474.
Domnau souffre de sept incendies entre les XVI et XVIIIe siècles. Le château est reconstruit en 1778. La ville devient chef-lieu de l'arrondissement de Friedland (renommé en arrondissement de Bartenstein, après la Première Guerre mondiale) de 1845 à 1902 et dont elle fait partie de 1818 à 1945.

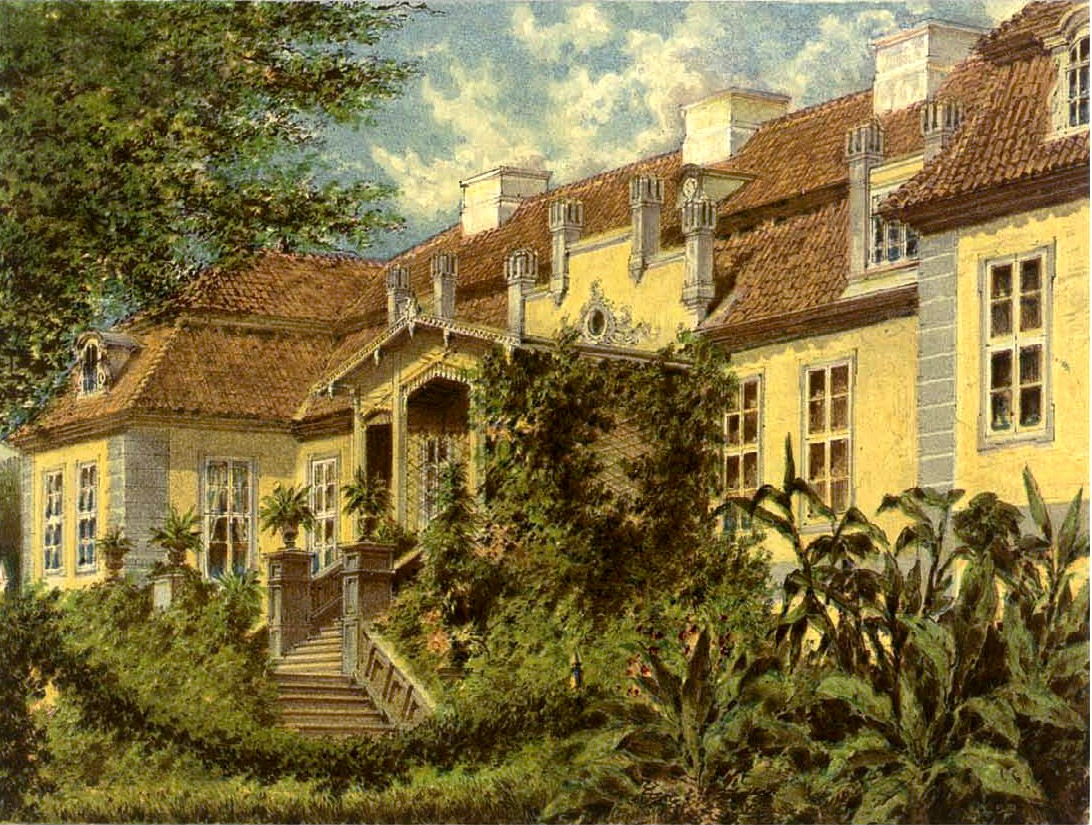
Château de Domnau vers 1860, gravure éditée par Alexander Duncker.

Cette petite ville n'est pas desservie par le chemin de fer, le train s'arrêtant à Eylau, à cinq kilomètres de là. Il y avait 2 082 habitants en 1880. La ville est détruite aux deux tiers au début de la Première Guerre mondiale et reconstruite à partir de 1916. Elle est à nouveau détruite à partir de 1945, puis vidée de sa population entre 1945 et 1948 et celle-ci est remplacée par des citoyens d'URSS, lorsqu'elle entre ensuite dans les limites de la République socialiste fédérative soviétique de Russie. Elle n'est plus désormais qu'un simple petit village et prend son nom actuel en 1946.

## Démographie
- 1875: 2 113 habitants
- 1910: 2 073 habitants
- 1939: 2 988 habitants

## Personnalités
- Magnus Großjohann (de) (1813-1867), pasteur et homme politique
- Paul Kalweit (de) (1867-1944), théologien
- Walter Krupinski (1920-2000), aviateur allemand